# Kraftwerk Vogelsang
Das Kraftwerk Vogelsang ist ein gegen Ende des Zweiten Weltkriegs errichtetes Einheitskraftwerk. Es ist nie regulär in Betrieb gegangen und wurde nach dem Krieg als Reparationsleistung demontiert. Gegenwärtig ist noch die Gebäudehülle mit den beiden je 100 m hohen Schornsteinen erhalten.
Das Kraftwerk ist das einzige Denkmal für den industriellen Aufschwung in Fürstenberg (Oder). Fast alle anderen Zeugnisse sind verschwunden. Vom Industriegebiet der Degussa haben nur einige Wohngebäude überdauert.

## Geschichte

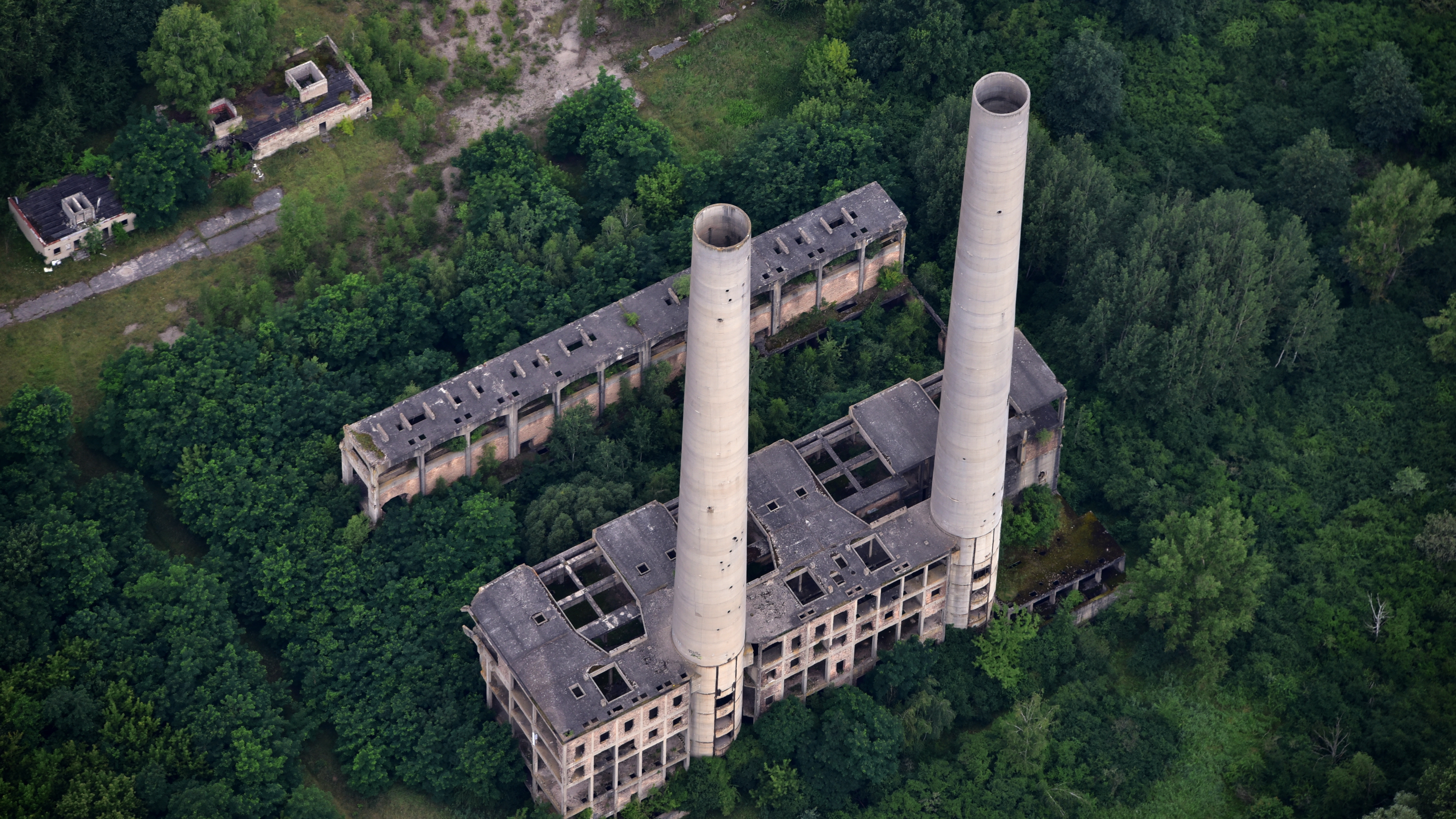
Luftbild des Kraftwerks Vogelsang (Wernerwerk) im Jahr 2017

Ab dem Jahr 1937 gab es Planungen, in der Kleinstadt Fürstenberg (Oder) kriegswichtige Industrie anzusiedeln. Die Planung einer IG-Farben-Fabrik zerschlug sich, aber ab 1940 wurde mit dem Bau einer Chemiefabrik der Degussa begonnen. Weitere Ansiedlungen folgten; Rüstungsfabriken von Rheinmetall-Borsig und Focke-Wulf gesellten sich zu den bereits vorhandenen Glasfabriken.
Die Lage war für ein Kraftwerk günstig. In der Umgebung befanden sich mehrere Braunkohleschächte, und aus der Oder konnte Kühlwasser entnommen werden. Obwohl sich in der Nähe mit dem Kraftwerk Finkenheerd ein weiteres leistungsstarkes Kraftwerk befand, reichte die zur Verfügung stehende elektrische Energie für eine weitere industrielle Entwicklung nicht aus. Deshalb wurde vom Rüstungsministerium beschlossen, im Rahmen des Wärmekraft-Sofortprogramms bei Fürstenberg (Oder) ein Einheitskraftwerk zu errichten.

## Bau
Am 1. April 1943 begann der Kraftwerksbau durch die Märkische Elektrizitätswerke. Für den Bau wurden jüdische Zwangsarbeiter und Kriegsgefangene aus dem Mannschaftsstammlager Stalag III B eingesetzt. Es wurde ein „Halbwerk“ mit zwei Maschinengruppen je 75 MW gebaut. Der Name „Kraftwerk Vogelsang“ wurde ab 1944 verwendet. Das Kraftwerk ist mit vier anderen neu zu errichtenden Kraftwerken identisch. Die Ausrüstung wurde entsprechend dem damaligen Stand der Technik ausgelegt. Um Material zu sparen, wurde das Kraftwerk in Schwer- und Leichtbauten getrennt. Das ist noch an der vorhandenen Kraftwerksruine zu erkennen. Die beiden Schwerbauten aus Stahlbeton sind noch vorhanden; das Kesselhaus dazwischen wurde einschließlich dessen Stahlbau demontiert.
Kurz vor dem Baustopp wurde an einer Maschine der Probelauf durchgeführt.

## Kriegsende
Am 31. Januar 1945 wurde der Bau gestoppt. Am 6. Februar überquerte die Rote Armee die zugefrorene Oder und errichtete um das Kraftwerk herum einen Brückenkopf. Um diesen wurde bis Ende April 1945 gekämpft, dabei gab es sehr viele Gefallene auf beiden Seiten. Zu diesem Zeitpunkt hatte die Rote Armee bereits Berlin erreicht.
Auf dem Friedhof in Vogelsang liegen über 400 Rotarmisten begraben. Die deutsche Seite hatte alle verfügbaren Soldaten herangezogen. Unter anderem hatte die SS 135 Jugendliche rekrutiert; den zweiten Angriff überlebten lediglich 27 auf deutscher Seite. Das Dorf Vogelsang wurde durch die Kämpfe fast vollständig zerstört.

## Nach dem Zweiten Weltkrieg
Das Kraftwerk ging auch nach dem Krieg nie in Betrieb. Maschinen, Elektroausrüstung und Stahlbauten wurden als Reparationsleistung demontiert und per Schiff über die Oder stromabwärts abtransportiert. Ob und wo die Einrichtungen wieder installiert worden sind, ist nicht bekannt.
Die meisten anderen Rüstungsfabriken wurden ebenfalls demontiert. Eine Sprengung des Kraftwerkstorsos unterblieb, weil man ansonsten Schäden am nahegelegenen Oderdeich befürchtete. Es siedelten sich viele Flüchtlinge aus der Neumark und anderen heute polnischen Gebieten an. Mit dem Bau eines Stahlwerks im Jahr 1951 wurde die industrielle Entwicklung fortgesetzt.
Das Kraftwerksgelände wurde als Übungsgebiet der Zivilverteidigung und der Kampfgruppen verwendet.

## Gegenwärtiger Zustand
Im Jahr 1998 wurde mit 2,5 Mio. DM Fördermitteln der Abriss begonnen. Von Naturschützern wurde jedoch der Abriss mit juristischen Mitteln gestoppt, da sich das Kraftwerksareal mittlerweile als Lebensraum für bedrohte Vogelarten und Fledermäuse entwickelt hat.
Das Kraftwerksgelände wurde im Jahr 2010 an einen niederländischen Immobilienverwerter für 8500 € versteigert. Es ist nur notdürftig abgesperrt und dient häufig Jugendlichen als Objekt für „Mutproben“.
Drieschner und Schulz schlagen in ihrem Aufsatz vor, das Kraftwerk als Denkmal zu erhalten: „Das Bauwerk dokumentiert den auf Kosten vieler Menschenleben vorgenommenen Ausbau der deutschen Wirtschaft im Totalen Krieg.“, insbesondere da alle anderen Zeugnisse, einschließlich des Kriegsgefangenenlagers, nicht erhalten sind. Bisher gibt es aber keine finanzierbaren Konzepte, die den Funktionen als Denkmal und Biotop gerecht werden.
Der Oder-Neiße-Radweg führt direkt am Kraftwerk vorbei.